# Helmut Hörtenhuber

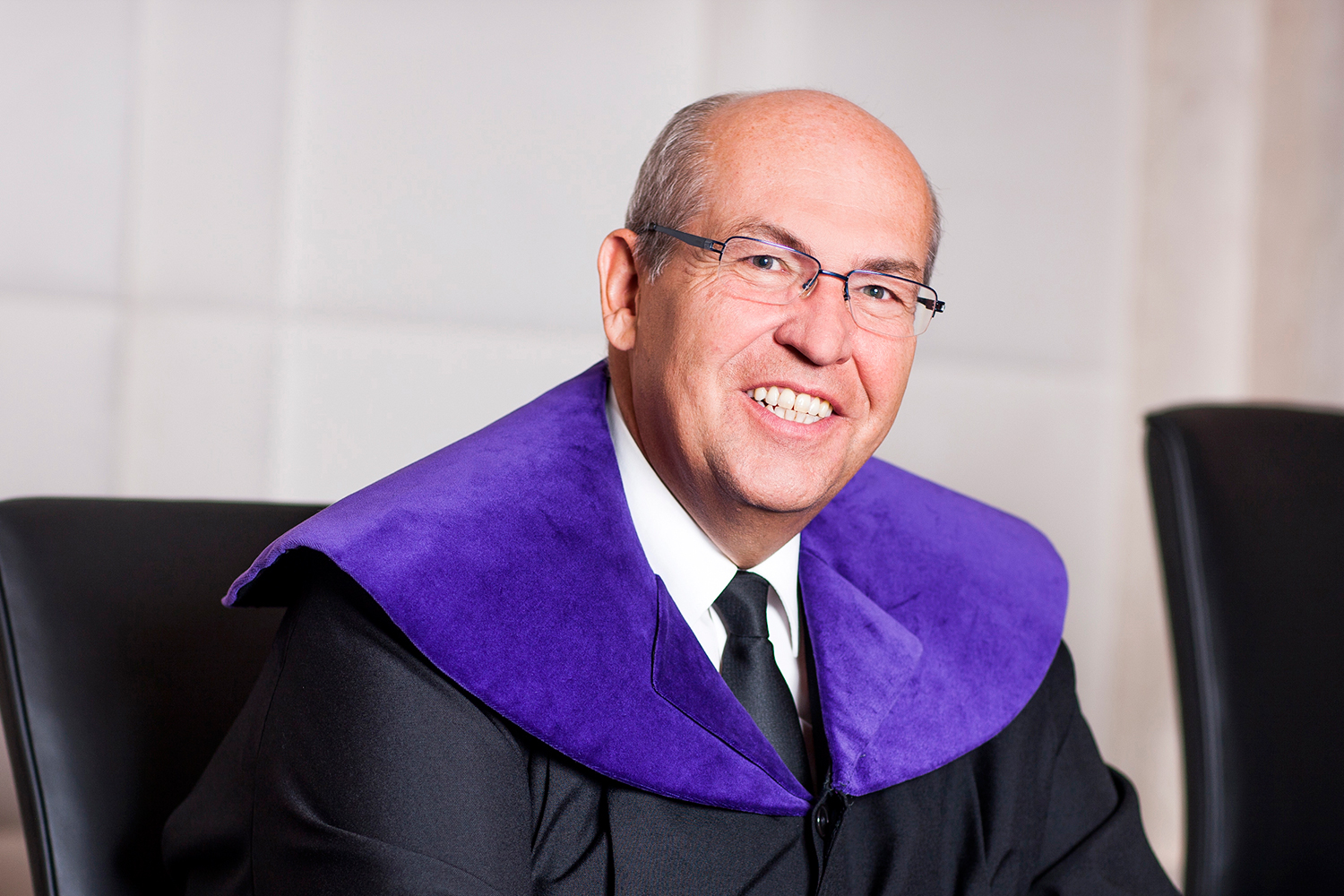
Helmut Hörtenhuber (2012)

Helmut Hörtenhuber (* 15. September 1959 in Linz) ist ein österreichischer Jurist und ehemaliger Verfassungsrichter. Hörtenhuber war von 2008 bis 2024  Richter am österreichischen Verfassungsgerichtshof.

## Ausbildung
Helmut Hörtenhuber wurde am 15. September 1959 in der Oberösterreichischen Landeshauptstadt Linz geboren. Dort besuchte er auch die Pflichtschulen und maturierte im Jahr 1978 am naturwissenschaftlichen Realgymnasium des Georg-von-Peuerbach-Gymnasiums in Linz-Urfahr. Anschließend begann er das Studium der Rechtswissenschaften an der Johannes Kepler Universität Linz. Im Jahr 1982 wurde er dort zum Doktor der Rechtswissenschaften (Dr. iur.) promoviert. Er ist Mitglied der katholischen Studentenverbindungen KaV Austro-Danubia Linz (seit 1979) und KÖStV Severina Linz (seit 1982) im ÖCV.

## Beruflicher Werdegang
Von 1981 bis 1983 war Hörtenhuber zunächst als Assistent im Verwaltungsbereich des Landesschulrates für Oberösterreich tätig. 1983 erfolgte schließlich der Eintritt in den verwaltungsbehördlichen Landesdienst und er wurde in der Folge zu mehreren Abteilungen im Amt der Landesregierung sowie zur Bezirkshauptmannschaft Gmunden zugeteilt. In den Jahren 1986 und 1987 arbeitete Helmut Hörtenhuber als wissenschaftlicher Mitarbeiter erstmals am Verfassungsgerichtshof in Wien.
Ab Oktober 1987 war Hörtenhuber im Verfassungsdienst des Amts der Oberösterreichischen Landesregierung tätig und ab 1989 auch in der Landtagsdirektion des Oberösterreichischen Landtags. Von 1990 bis 1993 war er in der Folge als stellvertretender Landtagsdirektor und stellvertretender Leiter des Verfassungsdiensts beschäftigt. 1992 absolvierte er in diesem Zuge ein Beamtenpraktikum beim Juristischen Dienst der damaligen Kommission der Europäischen Gemeinschaften. 1993 gelang Helmut Hörtenhuber schließlich ein weiterer Karriereschritt mit dem Aufstieg zum Leiter des Verfassungsdiensts im Amt der Landesregierung und dem Posten des Landtagsdirektors.
Im Jahr 2008 wurde Helmut Hörtenhuber auf Vorschlag der ÖVP von der Bundesregierung als neuer Verfassungsrichter nominiert und von Bundespräsident Heinz Fischer ernannt. Als Verfassungsrichter war er auch bis Ende 2023 einer der ständigen Referenten des VfGH. Mit Ende 2024 legte er sein Amt zurück.
Seit dem Jahr 2009 nimmt Hörtenhuber Lehrtätigkeiten an der Universität Linz wahr und ist dort seit 2011 als Honorarprofessor für Öffentliches Recht am Institut für Multimediales Öffentliches Recht tätig.

## Auszeichnungen
- 2021: Goldenes Ehrenzeichen des Landes Oberösterreich[4]